# Kufor-Rakeb-Syndrom
Das Kufor-Rakeb-Syndrom (KRS) ist eine sehr seltene angeborene Erkrankung mit den Hauptmerkmalen generalisierte Hirnatrophie und Eisenablagerungen im Gehirn. Das Syndrom gehört zur Krankheitsgruppe der Neurodegeneration mit Eisenablagerung im Gehirn, kann auch als Sonderform einer jugendlichen Parkinson-Krankheit angesehen werden.
Synonyme sind: Neurodegeneration mit Eisenspeicherung im Gehirn; englisch Parkinson’s disease 9; PARK9; autosomal recessive, juvenile onset Parkinson’s disease 9; pallidopyramidal degeneration with supranuclear upgaze paresis and dementia
Die Erstbeschreibung stammt aus dem Jahre durch den jordanischen Arzt A. S. Najim Al-Din und Mitarbeiter.
Die Namensbezeichnung bezieht sich auf den Ort Kufor Rabeb im Gouvernement Irbid in Jordanien.

## Verbreitung
Die Häufigkeit wird mit unter 1 zu 1.000.000 angegeben, die Vererbung erfolgt autosomal-rezessiv.

## Ursache
Der Erkrankung liegen Mutationen im ATP13A2-Gen auf Chromosom 1 Genort p36.13 zugrunde, welches für die kationentransportierende ATPase 13A2, eine lysosomale ATPase Typ 5, kodiert.
Mutationen dieses Genes treten auch auf bei der erblichen spastischen Paraplegie und der Neuronalen Ceroid-Lipofuszinose.

## Klinische Erscheinungen
Klinische Kriterien sind:
- noch vor dem Erwachsenenalter beginnende Parkinson-Krankheit
- Myoklonien
- Lähmung der Augenmuskulatur (fortschreitende supranukleäre Blickparese), Okulogyre Krise (okuläre Dystonie)
- unwillkürliche Zuckungen im Gesicht
- visuelle Halluzinationen
- kognitiver Abbau

## Diagnose
Die klinischen Befunde können bildgebend (aber nicht immer) durch den Nachweis der Eisenablagerung in den Basalganglien, im Globus pallidus, Putamen und dem Nucleus caudatus mittels Magnetresonanztomographie bestätigt werden.

## Therapie
Eine ursächliche Behandlungsmöglichkeit ist bislang nicht bekannt.